# Hello Internet
Hello Internet este un podcast audio creat și întreținut de autorii de clipuri pe YouTube Brady Haran și CGP Grey. A apărut în 2014 și în aprilie 2020 avea 136 de episoade și încă 18 speciale. În august 2017, Grey estima numărul de ascultători între 600.000 și 900.000 de persoane.
Cel mai recent episod al podcastului a fost lansat la 28 februarie 2020; gazdele nu au anunțat închiderea acestuia, ci doar o pauză.

## Descriere

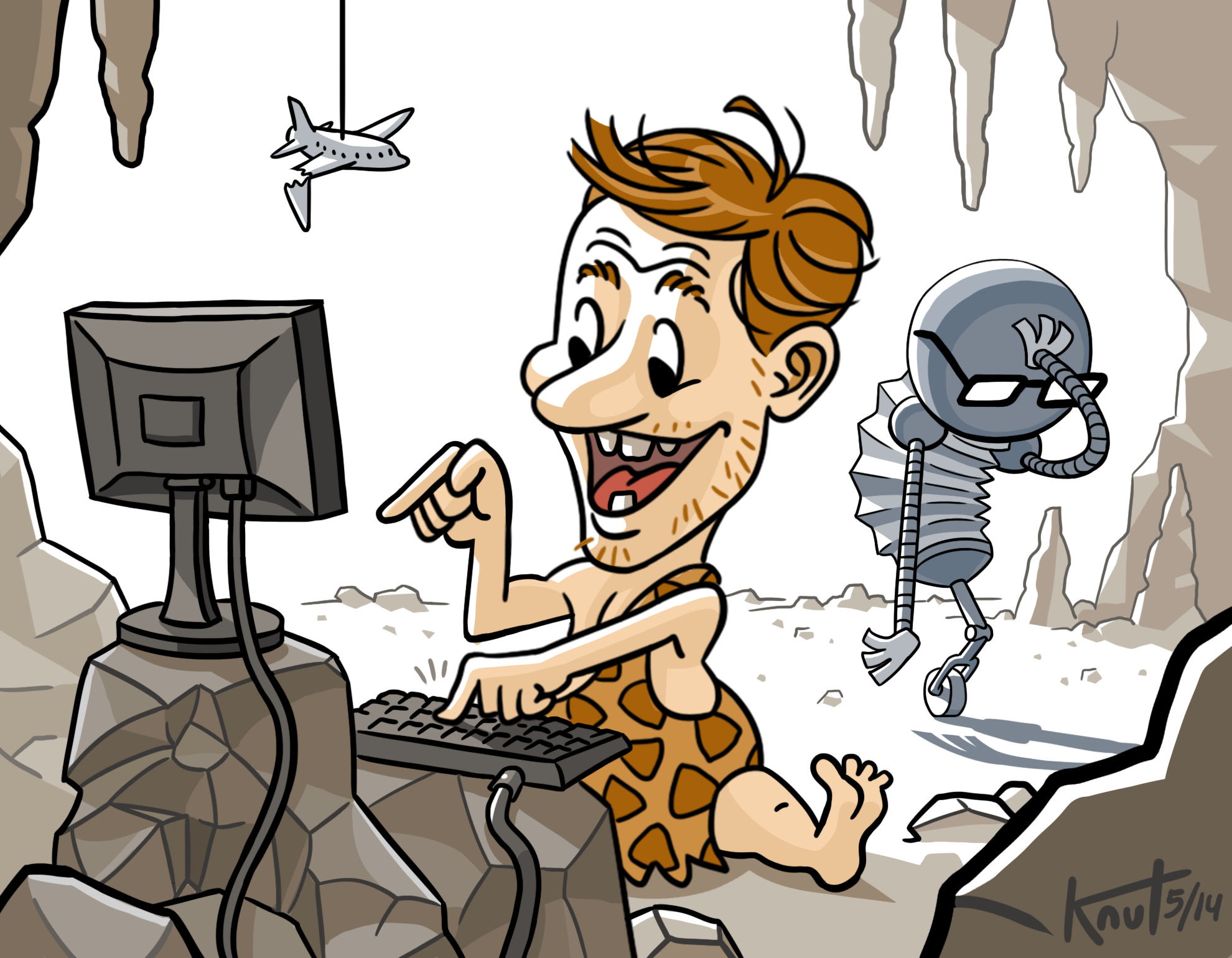
Un desen în care sunt reprezentate personalitățile celor două gazde ale podcast-ului: Brady este „omul peșterii”, iar CGP Grey este un robot. Avionul cu aripa ruptă reprezintă "Plane Crash Corner" („Colțișorul accidentelor aviatice”), una din rubricile podcast-ului.

În podcast, gazdele discută despre viața lor ca youtuberi profesioniști, conținutul filmulețelor pe care le crează, cât și interesele lor și lucrurile care îi deranjează. Temele de discuție includ eticheta în tehnologie, recenzii ale filmelor și serialelor, accidente aviatice, vexilologie, futurologie, de asemenea diferențele între personalitățile și stilurile de viață ale lui Grey și Haran. Ascultătorii pot comenta podcastul în subreddit-ul⁠(d) lui Grey sau în subreddit-ul podcastului însuși. Fiecare episod începe de obicei cu opiniile protagoniștilor asupra feedback-ului primit.
Podcastul are un drapel oficial, numit „Nail & Gear” (din engleză Cui și roată dințată – traducere aproximativă). Acesta a fost ales de comunitatea de ascultători din 5 candidaturi, utilizând votul prin corespondență⁠(d) și sistemul de vot unic transferabil⁠(d).
În 2015, Brady Haran și podcastul au obținut faimă prin inventarea termenului „freebooting” pentru a descrie fenomenul de încălcare a drepturilor de autor prin re-încărcarea materialelor video pe platforme ca Facebook, practicat de obicei pentru a extrage profit din vizualizări. Facebook a luat măsuri pentru a combate fenomenul.
Fiecare episod, începând cu cel de-al 123-lea, este însoțit de câte un episod de podcast mai scurt, intitulat Goodbye Internet, care este destinat exclusiv fanilor care susțin podcast-ul prin Patreon⁠(d).

### Episoade
Către sfârșitul anului 2019, Hello Internet avea 136 de episoade obișnuite (numerotate) și încă 18 speciale (nenumerotate). Cele speciale includ un episod-bonus, trei episoade de Crăciun în care gazdele discută despre filmele Star Wars, 12 episoade scurte lansate la sfârșitul lui 2018 într-o serie numită „Twelve Days of Christmas” și două episoade care nu au fost lansate în format digital. Unul din aceste două a fost lansat pe un disc de gramofon, iar al doilea pe un cilindru de ceară.

## Recepție
Podcastul a ajuns pe locul 1 în clasamentul de podcasturi al iTunes în Regatul Unit, Statele Unite, Germania, Canada și Australia. În 2014, a fost declarat de către Apple unul din cele mai bune podcasturi noi. Ziarul The Guardian a inclus podcastul în clasamentul celor mai bune 50 de podcasturi din 2016, numind episodul al 66-lea ("A Classic Episode") episodul anului; episodul a fost descris ca având „dezbateri detaliate și o luare în zeflemea cu adevărat amuzantă”.
În 2017, în urma implicării comunității de ascultători, Brady Haran a câștigat titlul de „Campion de Radio și Podcast” la Radio Times (în engleză Radio Times Radio and Podcast Champion).